# البويب (البيضاء)
البويب هي إحدى قرى الجمهورية اليمنية. وهي تتبع جغرافيًا لمحافظة البيضاء. وإداريًا لمديرية مكيراس. يبلغ تعداد سكانها 1009 نسمة حسب الإحصاء الذي جرى عام 2004.